# Château d'eau de Petite-Synthe
Le Château d'eau de Petite-Synthe est un château d'eau à Dunkerque, qui a été conçu par Le Corbusier et construit de juillet 1967 à novembre 1968. Il a une hauteur de 55 mètres (dont mât d'antenne sur le toit 77 mètres) et un volume du réservoir de 6 000 m3.

## Liens
- https://www.emporis.com/buildings/1617456/chateau-d-eau-de-petite-synthe-dunkerque-france
- https://www.artstreetecture.com/streetview/post/1080-chateau-d-eau-de-petite-synthe-dunkerque-le-corbusier